# Бертран Таверние
Бертран Таверние (на френски: Bertrand Tavernier) е френски режисьор, сценарист, актьор и продуцент. 

## Биография
Бертран Таверние е роден на 25 април 1941 г. в Лион. Син е на известния писател и поет Рене Таверние. Учи право в Сорбоната, но прекъсва следването си, за да пише кинокритика в CAHIERS DU CINEMA и други известни списания. Работи като асистент-режисьор на Жан-Пиер Мелвил. Публикува няколко книги за американското кино. Сътрудничи при създаването на няколко сценария, а в 1963 г. прави първия си късометражен филм.
През 1974 г. Таверние прави успешен дебют в пълнометражното кино с „Часовникарят от Сен Пол“ (психологическата драма по роман на Жорж Сименон). Филмът донася на Таверние няколко награди на европейски кинофестивали. Следващите му филми затвърждават репутацията му на майстор-режисьор. В творбите му се съчетават елементи от френското и американското кино. Сред известните му филми са „Съдията и убиецът“ (1976), „Около полунощ“ (1986), „Живот и нищо друго“ (1989).
Бертран Таверние е женен от 1965 до 1980 г. Синът му, Нилс Таверние (р. 1 септември 1965), работи като режисьор и актьор.

## Избрана филмография
| година | филм                    | оригинално заглавие      | бележки |
| ------ | ----------------------- | ------------------------ | ------- |
| 1974   | Часовникарят от Сен Пол | L’horloger de Saint-Paul |         |
| 1976   | Съдията и убиецът       | Le Juge et l’assassin    |         |
| 1981   | Безупречна репутация    | Coup de torchon          |         |
| 1989   | Живот и нищо друго      | La Vie et rien d’autre   |         |
| 1994   | Дъщерята на Д'Артанян   | La fille d’Artagnan      |         |

## Награди
- 1974 - Берлинале, Специална награда на журито – „Часовникарят от Сен Пол“ (L'Horloger de Saint-Paul)
- 1974 – Награда „Луи Делюк“ – „Часовникарят от Сен Пол“
- 1976 - Две награди „Сезар“ за най-добър сценарий и най-добър режисьор – Que la fete commence
- 1977 – Награда „Сезар“ за най-добър сценарий – „Съдията и убиецът“ (Le juge et l'assassin)
- 1984 - Филмов фестивал в Кан, награда за най-добър режисьор – „Една неделя в провинцията“ (Un Dimanche a la campagne)
- 1985 – Награда „Сезар“ за най-добър адаптиран сценарий – „Една неделя в провинцията“
- 1990 - Награда на БАФТА за най-добър чуздоезиков филм – „Живот и нищо друго“ (La Vie et rien d'autre)
- 1991 – Асоциация на филмовите критици в Лос Анжелис, Награда за най-добър чуждестранен филм – „Живот и нищо друго“
- 1995 – Берлинале, Златна мечка – „Примамката“ (L'Appât)
- 1996 – Награда „Сезар“ за най-добър режисьор – „Капитан Конан“ (Capitaine Conan)
- 1999 – Берлинале, Специална награда – „Всичко започва днес“ (Ca Commence aujourd'hui)

Освен изброените награди, Бертран Таверние е печелил и много други международни отличия.